# Frederik van Zyl Slabbert
Frederik van Zyl Slabbert, född 2 mars 1940 i Pretoria, Sydafrika, död den 14 maj 2010, var en sydafrikansk politiker, analytiker och affärsman. Han var gift med Mana Jordaan, med vilken han fick två barn. I juni 1983 skilde sig Slabbert och Jordaan och han gifte sig istället med Jane Stephens 1984 i Swaziland.

## Uppväxt och utbildning
Frederik van Zyl Slabbert föddes den 2 mars 1940 i Pretoria. Han fick då även en tvillingsyster. Hans föräldrar hette Barbara Zacharia Hagen och Petrus Johannes Slabbert. Slabbert gick på skolan Marabastad Farm School, och därefter Eertsegoud Primary, samt Pietersburg Primary School. Han gick även på Pietersburg Afrikaans Hoërskool School. 1959 började han studera för en klassisk filosofie kandidat i University of the Witwatersrand. Han ville bli reformant komminister i Nederländerna. Under sitt andra år bytte han till universitetet i Stellenbosch där han studerade grekiska, latin, hebreiska och sociologi. 1964 avslutade han sina studier, utan att ha fullbordat de teologiska.

## Erhållande av titlar
Genom sitt arbete med sociologi och människor blev han intresserad av politik. Under universitetstiden var han ansvarig för studenternas råd, en post han dock blev av med för att han var för liberal. Han höll seminarier och föreläsningar i politik, och 1965 blev han en permanent föreläsare vid Stellenboschs universitet. Han blev filosofie doktor vid Stellenboschs universitet 1967 och professor i sociologi 1973.
1969 började han undervisa vid Rhodes University i Grahamstown, innan han 1970 återvände till Stellenbosch. 1972 började han arbeta på University of Cape Town som tillförordnad avdelningschef, fram till sommaren 1973. Därefter blev han avdelningschef i sociologi på University of Witwatersrand. Han inbjöds under 1980-talet att bli dekan vid University of Cape Town.
12 maj 2008 blev han kansler vid Stellenboschs universitet.

## Politik
Slabbert gick med i Progressive Party, och nominerades att stå för Rondebosch i det allmänna valet. Han vann över Nationalistpartiet med 1 600 röster. Han höll sätet för Progressive Federal Party (PFP) år 1977 och 1981 och spelade en viktig roll i formationen av partiets ideologi. 1979 blev han ledare för partiet och parlamentsoppositionen, en roll han hade till 1986.
Tillsammans med Inkatha Freedom Partys Mangosuthu Buthelezi försökte han sätta tryck på regeringen att förhandla med alla politiska grupper. 1986 avgick han som parlamentariker då han kände att parlamentet blev en oviktig institution i samband med landets politiska problem, och att förhandling var bättre än konflikt. PFP var nära att falla i bitar av händelsen, och dess medlemmar var förargade, men det uppskattades av de svarta sydafrikanerna. 1987 försökte han ta kontakt med ANC vilket resulterade i Dakarkonferensen, med ungefär 50 vita sydafrikanska politiker. IDASA organiserade konferensen, för vilken han blev policy- och planeringsansvarig.

## Internationellt uppmärksammande
Slabbert besökte flera länder, som Storbritannien, Kenya, Nigeria och Zambia. 1976 vann han American Cultural Exchange Award. 1977 var han forskare i Freiburg im Breisgau i Västtyskland, och skrev boken "South Africa's Options: Strategies for Sharing Power" tillsammans med professor D. Welsh som publicerades 1979. Han blev hedersdoktor vid Simon Fraser University i Kanada, University of the Free State och University of KwaZulu-Natal. 1982 besökte han Massachusetts Institute of Technology.

## Arv
Idag är Slabbert känd för sitt arbete med att förena och förhandla mellan de afrikaanerna och ANC. Han var en av få vita sydafrikanska politiker i parlamentet att opponera sig mot apartheid. 2004 röstades han fram på plats 82 på listan över "Top 100 great South Africans".